# Vervilleina
Vervilleina es un género de foraminífero bentónico de la familia Geinitzinidae, de la superfamilia Geinitzinoidea, del suborden Fusulinina y del orden Fusulinida. Su especie tipo es Dentalina bradyi. Su rango cronoestratigráfico abarca desde el Asseliense hasta el Sakmariense (Pérmico inferior).

## Clasificación
Vervilleina incluye a las siguientes especies:
- Vervilleina bradyi †